# Neoclastobasis sibirica
Neoclastobasis sibirica är en tvåvingeart som beskrevs av Ostroverkhova 1970. Neoclastobasis sibirica ingår i släktet Neoclastobasis och familjen svampmyggor. Inga underarter finns listade i Catalogue of Life.